# Wielkie Szlaki (Nowa Zelandia)
Wielkie Szlaki (ang. Great Walks) - grupa szlaków turystycznych zarządzanych i wyróżnionych przez  Department of Conservation w Nowej Zelandii ze względu na ich wyjątkowe walory krajoznawcze oraz ponadprzeciętne przygotowanie bazy turystycznej na tych trasach (schroniska, kempingi, utrzymanie szlaku oraz oznakowanie).

## Lista Wielkich Szlaków
- Wielki Szlak Jeziora Waikaremoana (ang. Lake Waikaremoana Great Walk)
- Pętla Północna Tongariro (ang. Tongariro Northern Circuit)
- Szlak Wybrzeża Abel Tasman (ang. Abel Tasman Coast Track)
- Szlak Heaphy'ego (ang. Heaphy Track)
- Szlak Routeburn (ang. Routeburn Track)
- Szlak Milford (ang. Milford Track)
- Szlak Keplera (ang. Kepler Track)
- Szlak Rakiura (ang. Rakiura Track)
- Szlak Whanganui (ang. Whanganui Journey)

Wszystkie szlaki oprócz Whanganui to szlaki piesze. Szlak Whanganui jest trasą kajakową.